# Oxytorus obtusus
Oxytorus obtusus là một loài tò vò trong họ Ichneumonidae.